# Большевистский сельсовет (Гомельская область)
Большевистский сельсовет (бел. Бальшаві́цкі сельсавет) — административная единица на территории Гомельского района Гомельской области Республики Беларусь. Административный центр — рабочий посёлок Большевик.

## История
Образован в 2013 году.

## Состав
Большевистский сельсовет включает 2 населённых пункта:
- Большевик — рабочий посёлок
- Рассветная — деревня

Упразднённые населённые пункты на территории сельсовета:
- Песчаная — деревня